# 苹果
苹果（学名：Malus domestica）是蔷薇科苹果亚科苹果属植物，為落叶乔木，在世界上广泛种植。果实又稱林檎或柰（古漢語稱呼），一般呈紅色，但需視品種而定，含豐富矿物质和维生素，是人们最常食用的水果之一。人们根据需求的不同口感、用途（比如烹饪、生吃、酿苹果酒等）培育不同的品种，已知有超过7,500个苹果品种，拥有一系列人们需要的不同特性。
苹果起源于中亚，直到今天當地还可以找到苹果的野生祖先：新疆野苹果。苹果在亚洲和欧洲都有着数千年的种植历史，并由欧洲的殖民者带到了北美，是苹果属中生长最广泛的树种。 苹果在北欧、希腊、欧洲基督教传统等许多文化中都有宗教和神话的意义。
蘋果開花期是基於各地氣候而定，但一般集中在4-5月份。蘋果是異花授粉植物，大部分品種自花不能結成果實。一般蘋果栽種後，於2-3年才開始結果。果實成長期之長短，一般早熟品種為65-87天，中熟品種為90-133天，晚熟品種則為137-168天。在一般情形下，栽種後蘋果樹可有10-1000年壽命。蘋果樹如果从种子开始长，就会长得較為高大，可高至15米，但栽培樹木一般只高3-5米左右，因此，苹果的各种栽培品种通常通过嫁接在砧木上进行繁殖，砧木决定了最终树木的大小。樹幹呈灰褐色，樹皮有一定程度的脫落。苹果树及其果实很容易出现许多真菌、细菌和害蟲问题，这些问题可以通过多种有机和非有机手段加以控制。 2010年，人们对苹果的基因組进行了测序，作为苹果生产中疾病控制和选择育种研究的一部分。2017年全球苹果产量为8310万公噸，中国占总产量的一半。

## 词源
中文所说的“苹果”一词源于梵语，为古印度佛經中所說的一种水果，最早被称为“频婆”，后被汉语借用，并有“平波”、“苹（蘋）婆”等写法。明朝万历年间的農書《群芳谱·果谱》中，有“苹果”词条，称：“苹果，出北地，燕赵者尤佳。接用林檎体。树身耸直，叶青，似林檎而大，果如梨而圆滑。生青，熟则半红半白，或全红，光洁可爱玩，香闻数步。味甘松，未熟者食如棉絮，过熟又沙烂不堪食，惟八九分熟者最佳”。许多中国农学史、果树史专家认为这是汉语中最早使用“苹果”一词。
中國土生苹果属植物在古代又稱「柰」或「林檎」。李時珍說：「柰與林檎，一類二種也，樹實皆似林檎而大。有白、赤、青三色，白者為素柰，赤者為丹柰，青者為綠柰」和「林檎，即柰之小而圓者，其類有金林檎、紅林檎、水林檎、蜜林檎、黑林檎，皆以色味立名。」。而《食性本草》中亦有說「林檎有三種，大長者為柰，圓者林檎，小者味澀為梣。」受中華文化影響，日語中的「林檎」即為蘋果（ringo）。在台灣，部分台語使用者也沿用日文的「林檎」（rin-go）稱之。

## 形態

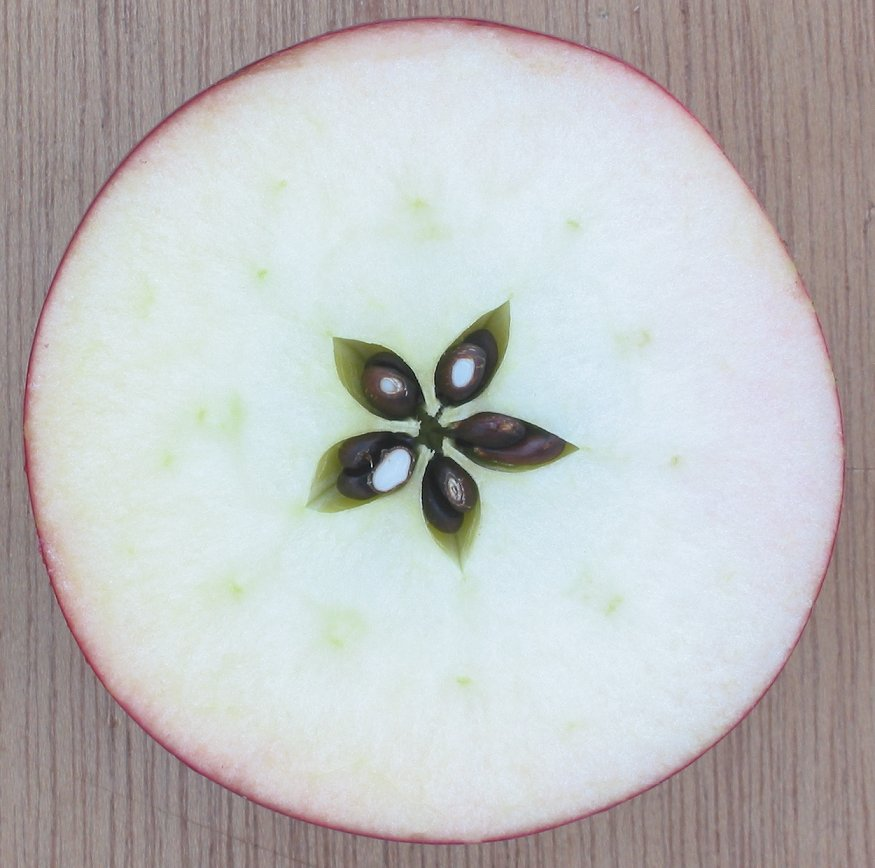
剖面

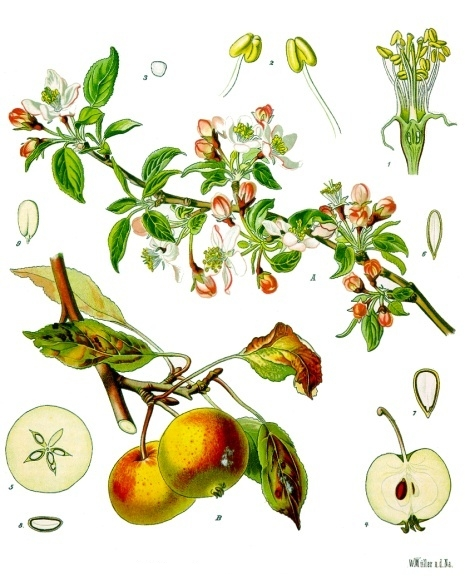
苹果树的花朵，果实和叶子（苹果属）

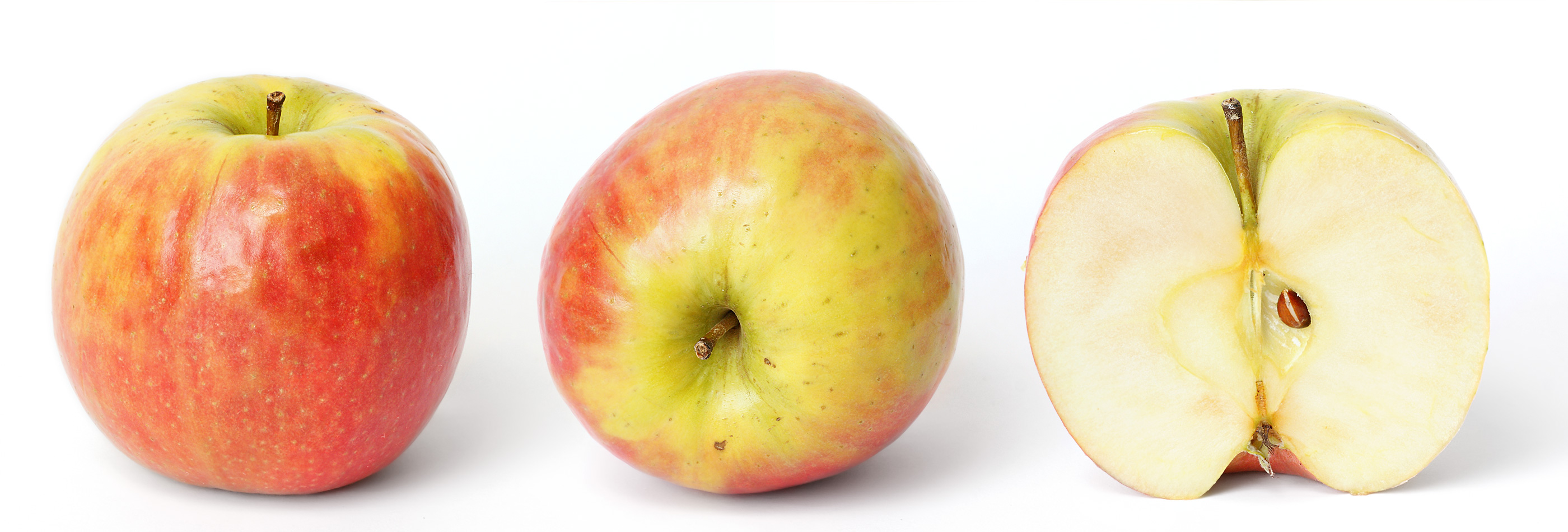
苹果的侧面，茎端和内部

蘋果樹是一種落葉乔木，栽培时通常高6至15英尺（1.8至4.6米），而在野外则高可达30英尺（9.1米），一说15米（49英尺），栽培时，通过砧木和修剪方法来确定大小、形状和分支密度，樹冠圆形。其小枝短粗，幼时密被绒毛，老枝則无毛。苹果树的葉片交替排列（单叶互生），呈椭圆形深绿色，边缘呈锯齿状，背面略带绒毛，长4.5-10厘米，宽3-5.5厘米，嫩葉两面長有短柔毛，长成後无毛。叶柄被短柔毛。托叶披针形，被短柔毛。

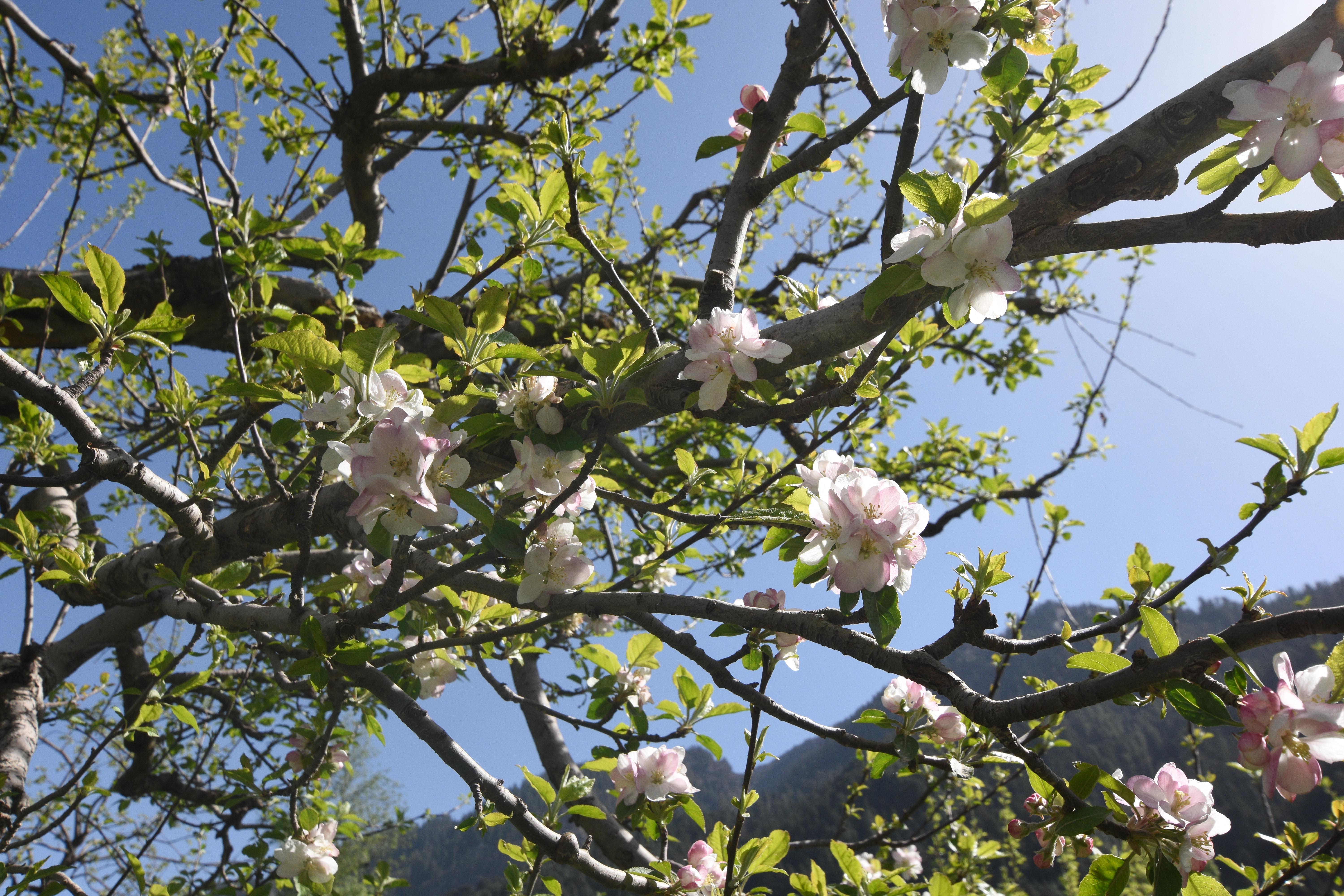
苹果花

花期為春季，大约在5月，苹果树在叶片萌芽的同时开花，开在刺和一些长枝上，花集生于小枝顶端，一般為3至7朵，约3至4 cm（1.2至1.6英寸）大，白裏透粉，有五瓣，花序为4-6朵的聚伞花序。花序最内或中央的一朵花最先开放，可以结出很大的果实。
果实在夏末或秋末（7-10月）成熟，呈球形或扁球形。不同的栽培品种大小不一。市场上买到的大都是直径23⁄4至31⁄4英寸（7.0至8.3 cm）的苹果。 一些地方的消费者，像日本就更喜欢较大的苹果，21⁄4英寸（5.7 cm）以下的苹果通常用于制作果汁，并不常拿来卖。成熟的苹果皮通常为红色、黄色、绿色、粉红色或者变褐，也有许多双色甚至三色的品种。果皮被表皮蠟質的保护层覆盖。 外果皮（即果肉）通常为浅黄白色，但也有粉红色或黄色的。

### 野生祖先
苹果的野生祖先是新疆野苹果，在南哈萨克斯坦、吉尔吉斯斯坦、塔吉克斯坦和中国新疆的中亚山区都有发现野生。苹果的选育很可能开始于被森林覆盖的天山两侧，选育过程经过了很长一段时间，选育使其他物种的基因渗入开放授粉的种子中。由于与歐洲野蘋果、海棠的大量基因交换，现在的苹果与海棠的联系更为紧密，而不是与形態學相似的新疆野苹果。在没有现代杂交的品种中，后者的作用占主导。

### 基因组
2010年，意大利一家财团宣布，他们与華盛頓州立大學的园艺基因组学家合作，对金冠苹果的完整基因组进行了测序。它有大约57,000个基因，是迄今为止研究的植物基因组中数量最多的，比人类的基因数（大约30,000个）还多。对苹果基因组的新理解将有助于科学家识别那些有助于抵抗疾病、干旱的，或有其他理想特性的基因和基因变异。了解这些特征背后的基因将有助于科学家进行更有科学的品种选育。基因组序列也证明了新疆野苹果是驯化苹果的野生祖先，解决了这一科学界长期争论问题。

## 历史
苹果原產於欧洲和中亞及中国新疆地区。哈萨克斯坦的阿拉木圖与新疆阿力麻里有蘋果城的美譽。中国古代的林檎、柰、花红等水果被认为是中国土生苹果品种或与苹果相似的水果。苹果在中国的栽培记录可以追溯至西汉时期，汉武帝时，上林苑中曾栽培林檎和柰，当时多用于薰香衣裳等，亦有置于床头当香熏或置于衣服，最初作为香囊，较少食用。但也有看法认为，林檎和柰是现在的沙果，曾被誤認為蘋果，真正意义上的苹果是元朝时期从中亚地区传入中国，当时只有在宫廷才可享用。
中国土生的苹果品种在清朝以前曾在今河北、山东等地广泛种植，其特点是产量少、果实小、皮薄、味道甜美，但不耐储存，容易破损，因此价格昂贵，清朝时期北京旗人用其当作贡果。清朝末年，美国宣教士倪維思在山东烟台等地引进西洋品种苹果，日本在日俄战争之后，也在熊岳满铁附属地设立农业试验基地，引进西洋苹果并进行杂交改良。烟台和大连也因此成为今日著名的苹果产地。民国时期以后，西洋品种苹果逐渐在中国市场上占据主要地位，中国土生品种苹果逐渐被果农淘汰，种植范围不断缩小，最后仅河北省怀来地区有少量保存，但这些果树也于1970年代前后在中国灭绝。
新疆野苹果被认为是栽培苹果主要的祖先物种，而且二者在形态上相似。由于中亚的遗传变异，通常认为这里是栽培苹果的起源中心。科学家认为，苹果可能是在4000-10000年前的天山地区驯化的，然后沿着丝绸之路传播到欧洲，并与其他的苹果属植物杂交并基因渗入，比如西伯利亚的山荆子（M. baccata（L.）Borkh），高加索的高加索山蘋果（M. Orientalis Uglitz.）和欧洲的欧洲野苹果（M. sylvestris Mill.）。只有天山西侧生长的新疆野苹果（M. sieversii）在遗传上为栽培苹果做出了贡献，而东侧的孤立种群却没有。
中国的软苹果，如沙果（M. asiatica）和海棠果（M. prunifolia），已经作为甜品苹果栽培了2000多年。 这些被认为是山荆子（M. baccata）和新疆野苹果（M. sieversii）在哈萨克斯坦杂交出来的。
人类种植者选择的性状包括大小，果实酸度、颜色、硬度和甜度等。 野生的新疆野苹果（M. sieversii）只比现代的栽培苹果小一点，这在驯化的水果中是不常见的。
在意大利东北部乌迪内附近的Sammardenchia-Cueis遗址中，考古学家发现了某种类似苹果的碳化种子，可以追溯到公元前4000年。遗传分析尚未成功用于确定此类古苹果是欧洲野苹果（M. sylvestris），还是祖先是栽培苹果（Malus domestica）新疆野苹果（M. sieversii）的栽培苹果（Malus domestica）。在考古记录中，通常也很难区分采集的野苹果和苹果园。
间接证据表明，在公元前第三个千年，中东地区就已经种植苹果了。欧洲古典时期大量生产苹果，人们已经掌握了嫁接的方法。嫁接是现代驯化苹果生产的重要组成部分，能够繁殖出最优质的品种。至于苹果嫁接术何时发明，目前尚不清楚。
冬季苹果已经成为亚洲和欧洲数千年来的重要食品，人们在深秋采摘并存放在地窖中防冻。16世纪，西班牙人把许多旧世界植物引入智利的奇洛埃群島，其中苹果树很好地适应了那里。苹果在17世纪由殖民者引入北美，1625年，威廉·布拉克斯顿（William Blaxton）牧师在波士顿种植了北美大陆上的第一个苹果园。美国土生的苹果属植物只有太平洋海棠。从欧洲带入的苹果品种沿着美洲原住民的贸易路线传播，并在殖民地农场种植。 美国1845年的一个苹果苗圃出售有350个“最佳”品种。这表明，到19世纪初，北美已经大量繁殖了新品种。20世纪，华盛顿东部开始实施灌溉项目，发展了数十亿美元的水果产业，其中苹果是主要产品。
直到20世纪，苹果在冬季的保存方法，仍然是将苹果储存在防冻地窖中，以供农民自用或出售。然而随着火车和公路运输的发展，新鲜苹果的运输也来越方便，地窖也就没有存在的必要了。1960年代，可控气氛设备在美国首次使用，通过高湿度、低氧和可控二氧化碳水平，可以保持苹果全年新鲜。

## 营养

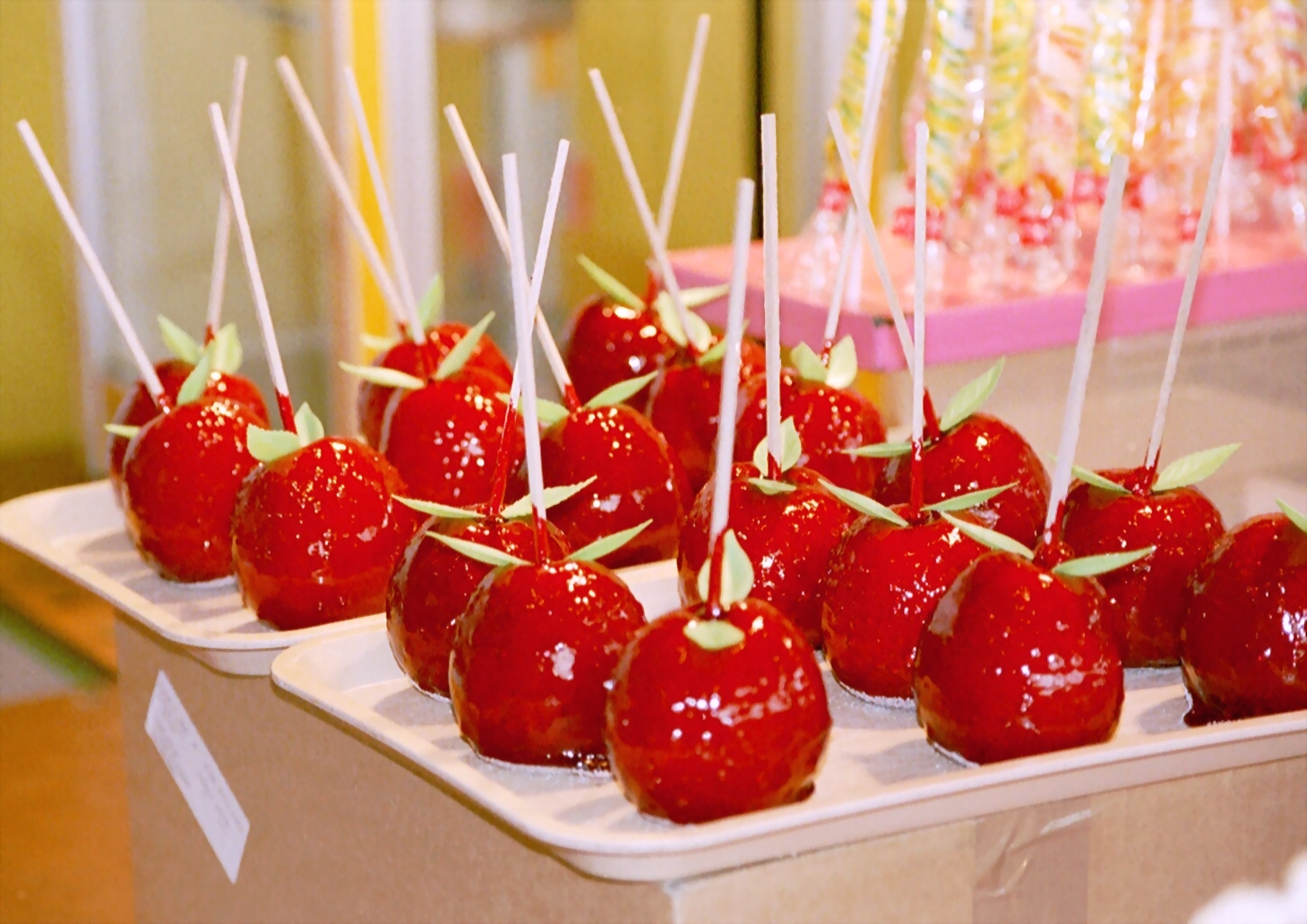
苹果做的甜点（苹果糖）

自19世紀起威爾斯就有俗語說明苹果和健康的關係：“一天一苹果，医生远离我”（英語：An apple a day keeps the doctor away）。初步的研究表示，蘋果可以降低罹患结肠癌、前列腺癌和肺癌的風險。蘋果皮含有熊果酸，在大鼠實驗中可以增加骨骼肌及褐色脂肪組織，減少白色脂肪組織，同時降低肥胖症、葡萄糖耐受不良以及脂肪肝疾病的風險。依照美國農業部的資料，一份約重242克的蘋果熱量為126卡，含有大量的膳食纖維及維他命C。
蘋果皮中含有許多不確定營養價值的植物化学成分，在体外實驗中可能有抗氧化作用。蘋果中含有槲皮素、儿茶素及原花色素B2等酚類物質。
大鼠實驗顯示苹果汁的濃縮物可以增加神經傳導物質乙酰胆碱的分泌。而其他實驗也發現大鼠在服用苹果汁後「可以減緩氧化的損傷及認知力的下降」 。果蝇在餵食苹果淬取物後其壽命比餵食一般食物的果蝇多了10%。

## 文化上的蘋果

### 希臘神話

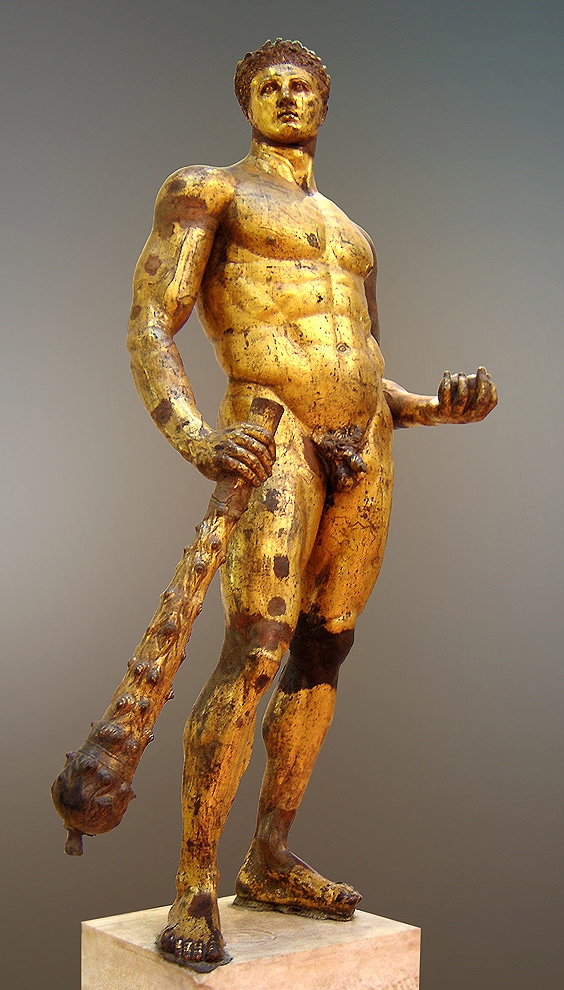
赫拉克勒斯和赫斯珀里得斯的蘋果

苹果在许多世界主要宗教中出现，多半都是神秘的果實，甚至是禁果。在宗教、神話及民俗学中識別苹果的一個困難是到十七世紀為止，「apple」一字是泛指所有外來的，不是浆果的水果，甚至也包括堅果在內。例如在希臘神話中，希臘英雄赫拉克勒斯的十二偉業中有一項就是要去赫斯珀里得斯的園子中摘下金蘋果
希臘神話的不和女神厄里斯因為未受邀佩琉斯與海中女神忒提斯的婚宴，覺得受到冒犯，在婚宴中厄里斯不請自來，且帶來了一個刻有「獻給最美的」（Ἡ καλὴ λαϐέτω）的金蘋果。在場最為美艷的三位女神：雅典娜、阿佛羅狄忒和赫拉都想要這一顆金蘋果，此事即為金苹果事件。後來由帕里斯王子仲裁，決定金蘋果可以給誰（帕里斯的评判），三位女神各自私下賄賂帕里斯，而阿佛羅狄忒答應讓帕里斯王子得到世界上最美的女子海倫的愛情，因此阿佛羅狄忒得到了金苹果，帕里斯和斯巴达的海倫相愛，海倫為了愛情拋棄家庭，和帕里斯私奔，這也造成了特洛伊战争。
因此在古希臘，苹果認為是阿佛羅狄忒的聖物，抛出蘋果給其他人象徵宣告自己的愛情，接受別人的蘋果也表示接受別人的愛情。以下有一段聲稱是柏拉圖的詩，其中就提到了蘋果：
我將蘋果丟給你，若你也願意愛我，就收下蘋果，與我分享你的少女之愛，不過若你想的和我不一樣，卻仍收下蘋果，想一下妳的美貌會是多麼的短暫——柏拉圖，Epigram VII
希臘神話中，阿塔蘭塔是善於疾走的女獵手，為了不要結婚，和所有向她求婚的人賽跑，只有希波墨涅斯（也稱為Melanion，字根是希臘文的melon，泛指蘋果及其他水果）靠著巧計勝過阿塔蘭塔。希波墨涅斯知道他在賽跑上無法勝過阿塔蘭塔，因此他在賽跑時，設法用阿佛羅狄忒的蘋果，使阿塔蘭塔因撿拾蘋果而減慢速度，希波墨涅斯全速衝刺，也用盡了阿佛羅狄忒給的三個蘋果，最後贏得了比賽及阿塔蘭塔。

### 伊甸園的禁果

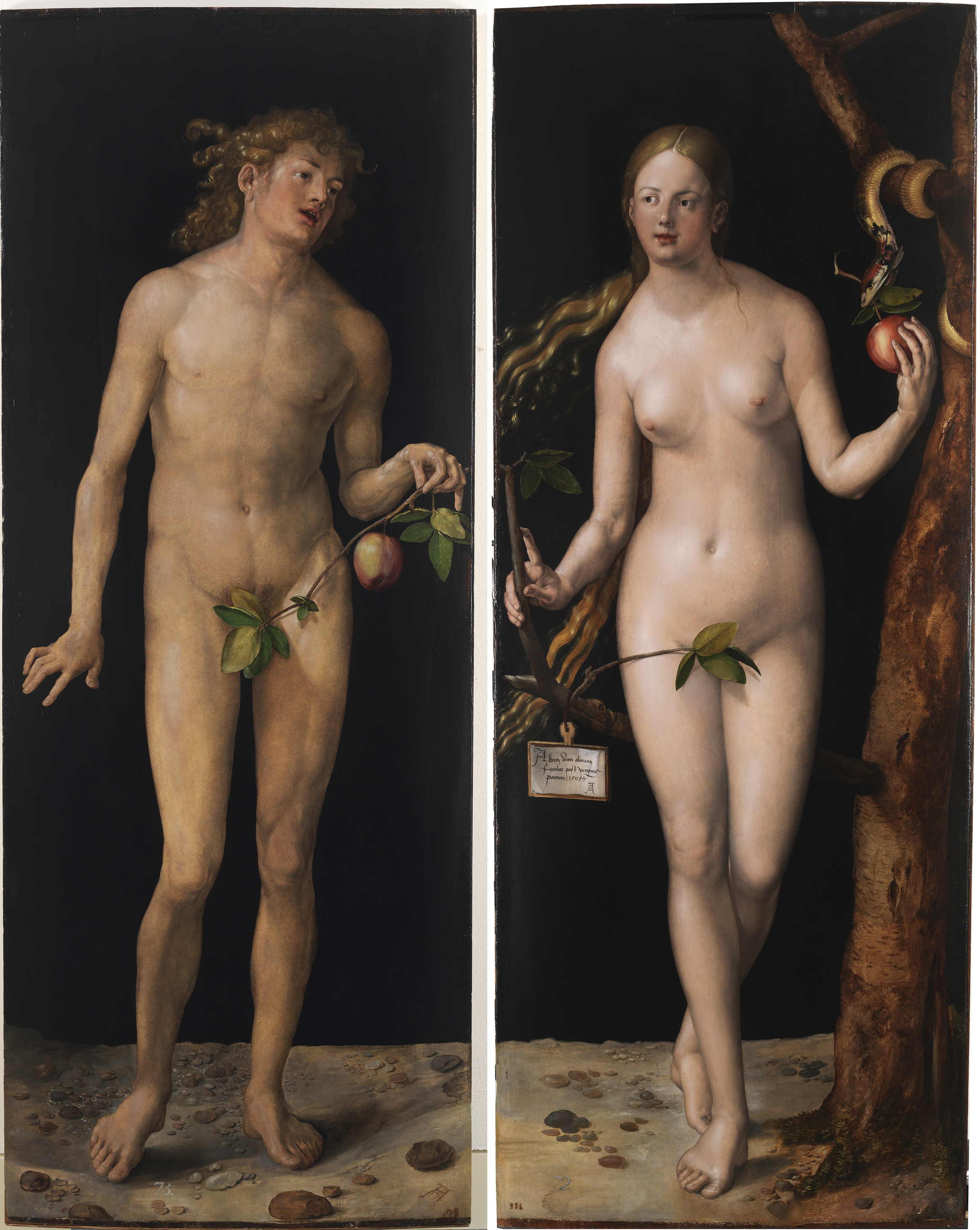
阿尔布雷希特·丢勒繪的亞當與夏娃，其中也用蘋果代表分辨善惡樹的果子（禁果）

在基督教聖經《創世紀》中記載，亞當與夏娃因為吃了上帝不允許吃、分辨善惡樹的果子（禁果），因此被逐出伊甸園。聖經上沒有寫分辨善惡樹的果子是哪一種水果，不過有些基督教的傳統認為那就是蘋果。中東在聖經時期還不知道有蘋果這種水果，這種說法有可能是將拉丁文mālum（蘋果）及mălum(邪惡)弄混，兩者正式的寫法都是malum。上帝不允許吃的果子是「分辨善惡樹的果子」（the tree of the knowledge of good and evil）Genesis 2:17，而拉丁文的"good and evil"是bonum et malum。
文藝復興時的畫家可能受到希臘神話中赫斯珀里得斯的園子中金蘋果的影響，因此在繪製伊甸園亞當與夏娃的故事時蘋果視為是分辨善惡樹的果子，也是知識、不朽、試探、人因犯罪而堕落、或是罪本身等的象徵。男性喉嚨的喉結稱為「Adam's apple」，也和此有關。蘋果被視為性引誘的象徵，也被用來喻表性行為。

### 通俗文化
不少公司、企业都以苹果为公司名字或品牌名字，如苹果公司、苹果日报、苹果牌牛仔裤、苹果電影、苹果廣告製作公司。

### 中国平安夜
中國改革開放後，西方文化湧入中國，有的中國人也學會了過耶穌聖誕節。大約2000年開始，中國興起耶誕節前夕平安夜送蘋果，以“蘋”寓意“平安夜”、“平安”。

### 文學
唐代詩人杜甫有首《寄李十四员外布十二韵》:宿阴繁素柰，过雨乱红蕖。其中柰為蘋果之古稱。

## 經濟
| 国家   | 产量（吨） |
| ------ | ---------- |
| 中国   | 42.425.400 |
| 美国   | 4.997.680  |
| 土耳其 | 3.618.752  |
| 波蘭   | 3.080.600  |
| 印度   | 2.316.000  |
| 義大利 | 2.303.690  |
| 伊朗   | 2.241.124  |

### 中國
2013年，中國渤海灣（包括山東、河北、遼寧）及西北黃土高原（包括山西、陝西、甘肅、寧夏、河南、青海）產量佔全國八成。
2017年12月22日，中國河南鄭州商品交易所宣布推出蘋果期貨，是全球首個蘋果期貨市場，亦是首個鮮果期貨交易項目。中國農業部指出，122個蘋果重點生產縣市中，33個是國家級貧困縣，故蘋果價格穩定，對貧困農民十分重要。

### 日本
日本青森、長野生產的富士蘋果佔全國八成。青森縣自1899年開始出口蘋果到俄羅斯，1955年在《日台貿易協定》加入「蘋果」，及後台灣2003年加入WTO，取消進口限制，並降關稅，促進日本對台的蘋果出口，近年青森縣95%的蘋果出口量是到台灣，約1.5萬噸。

### 欧洲
義大利蘋果集中南蒂羅爾地區，產量佔全國六成。

### 美洲
生產區分布方面，美國華盛頓州蘋果產量佔全美五成以上；阿根廷蘋果集中里奧內格羅峪，產量佔全國75%。

## 品種

各式各样的苹果
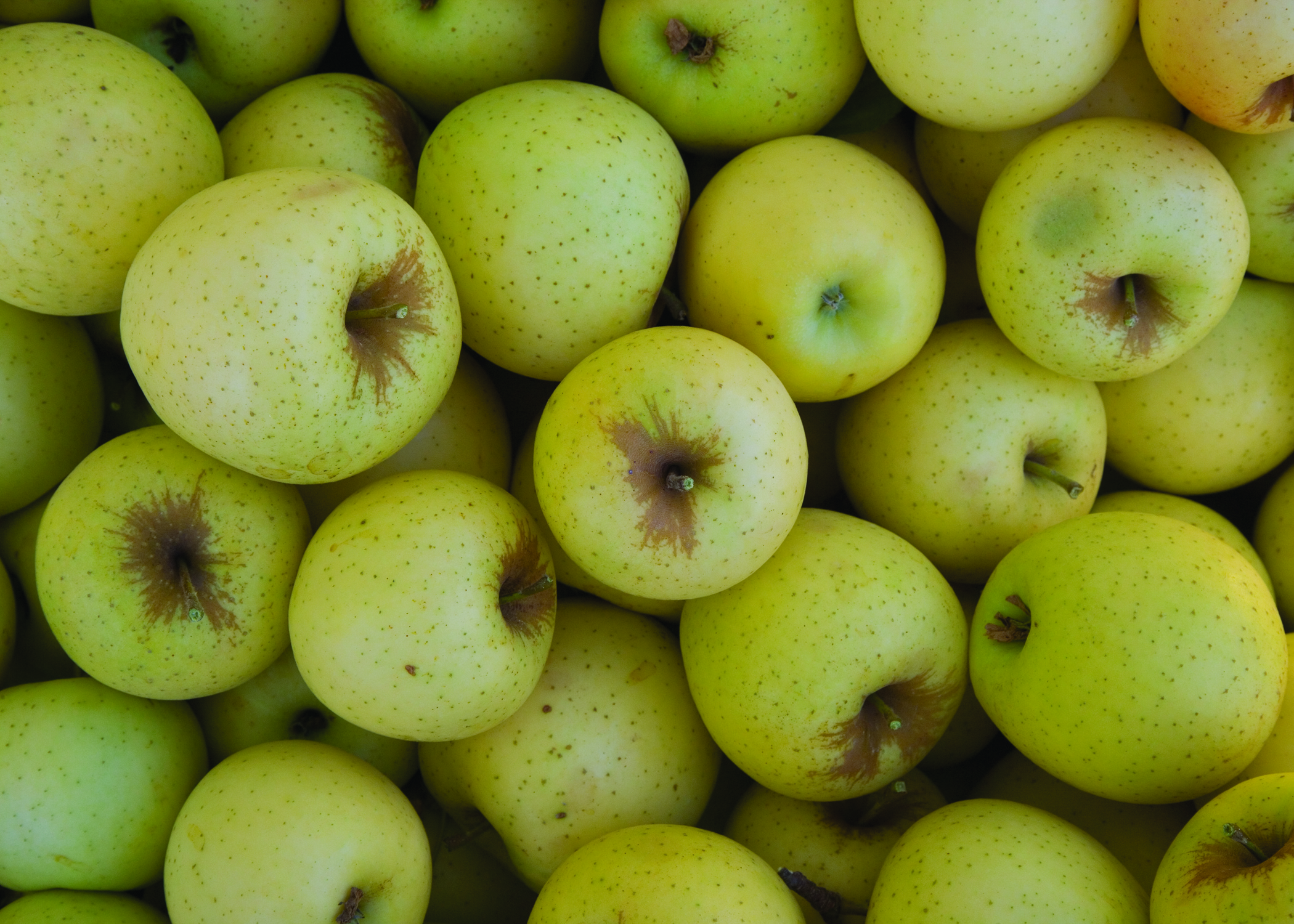
绿苹果
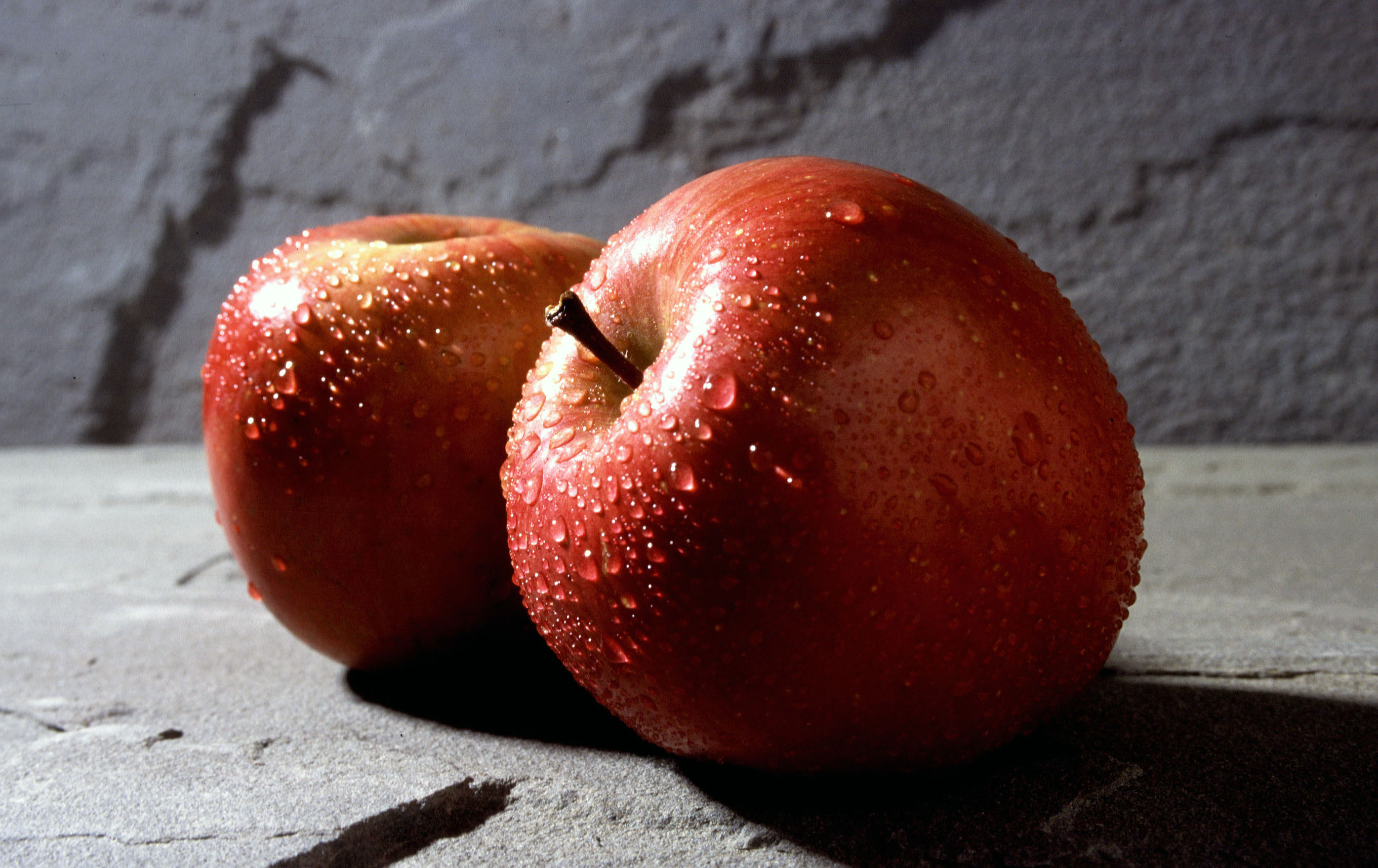
富士苹果
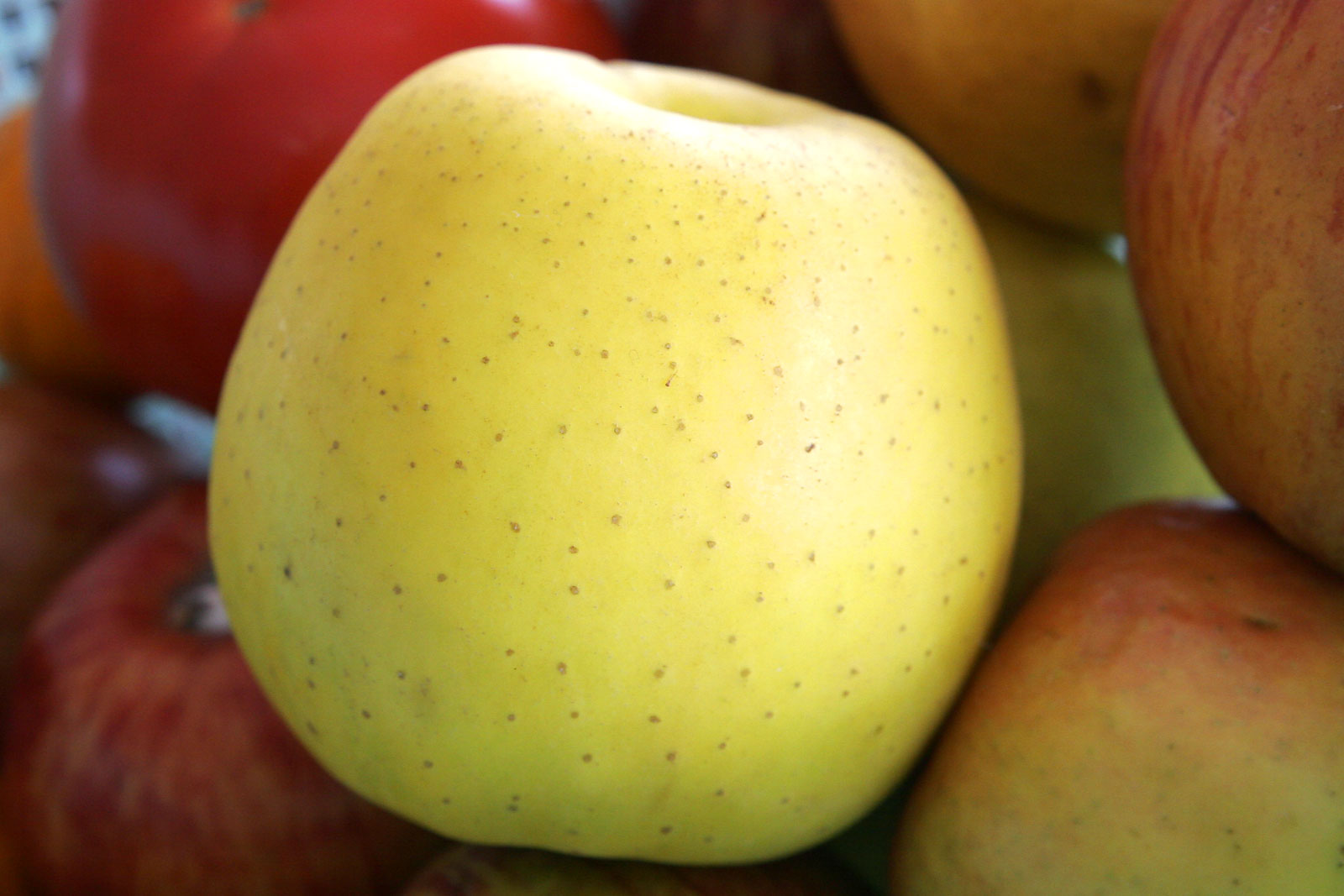
香蕉苹果
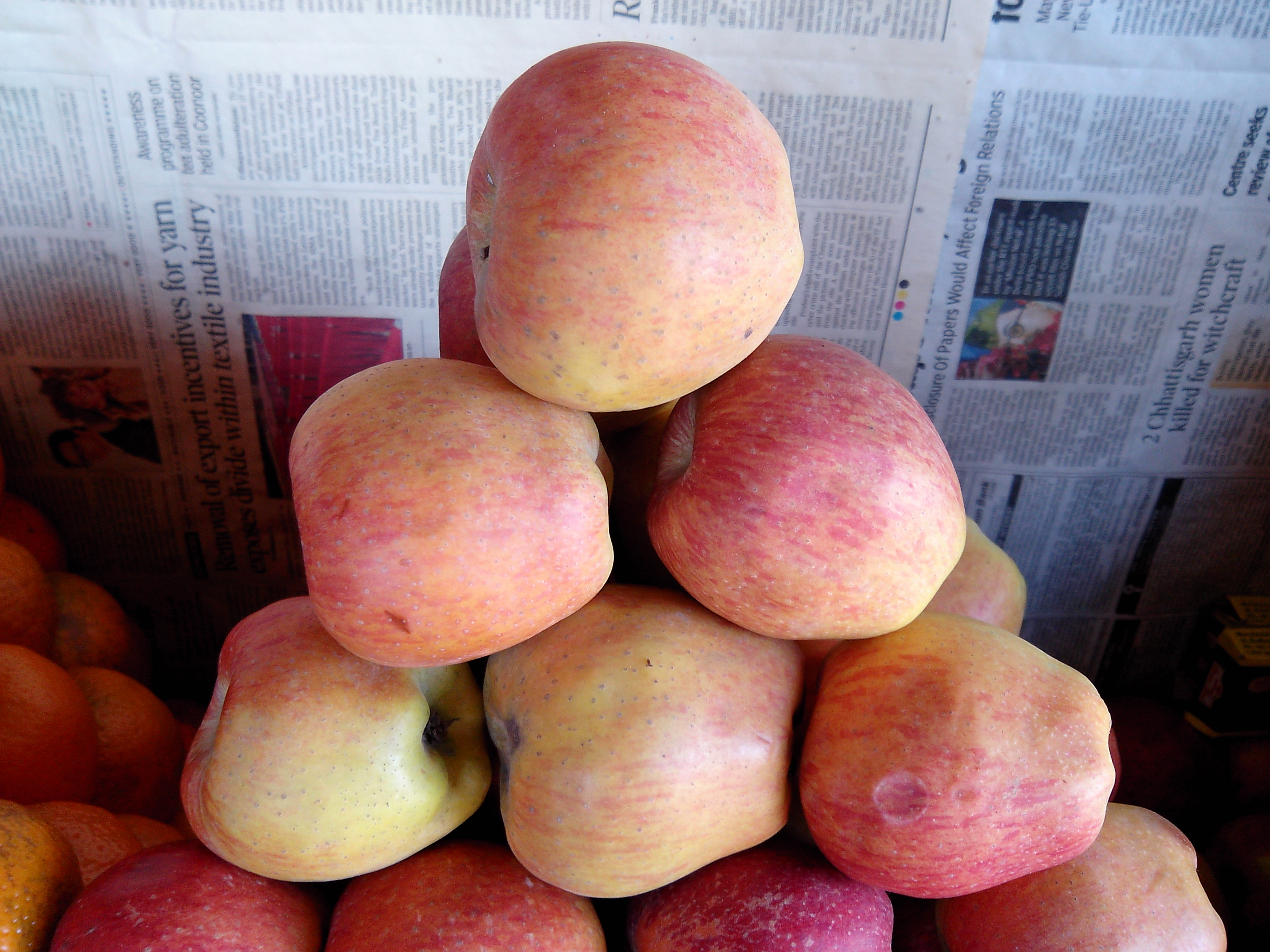
塞勒姆蘋果
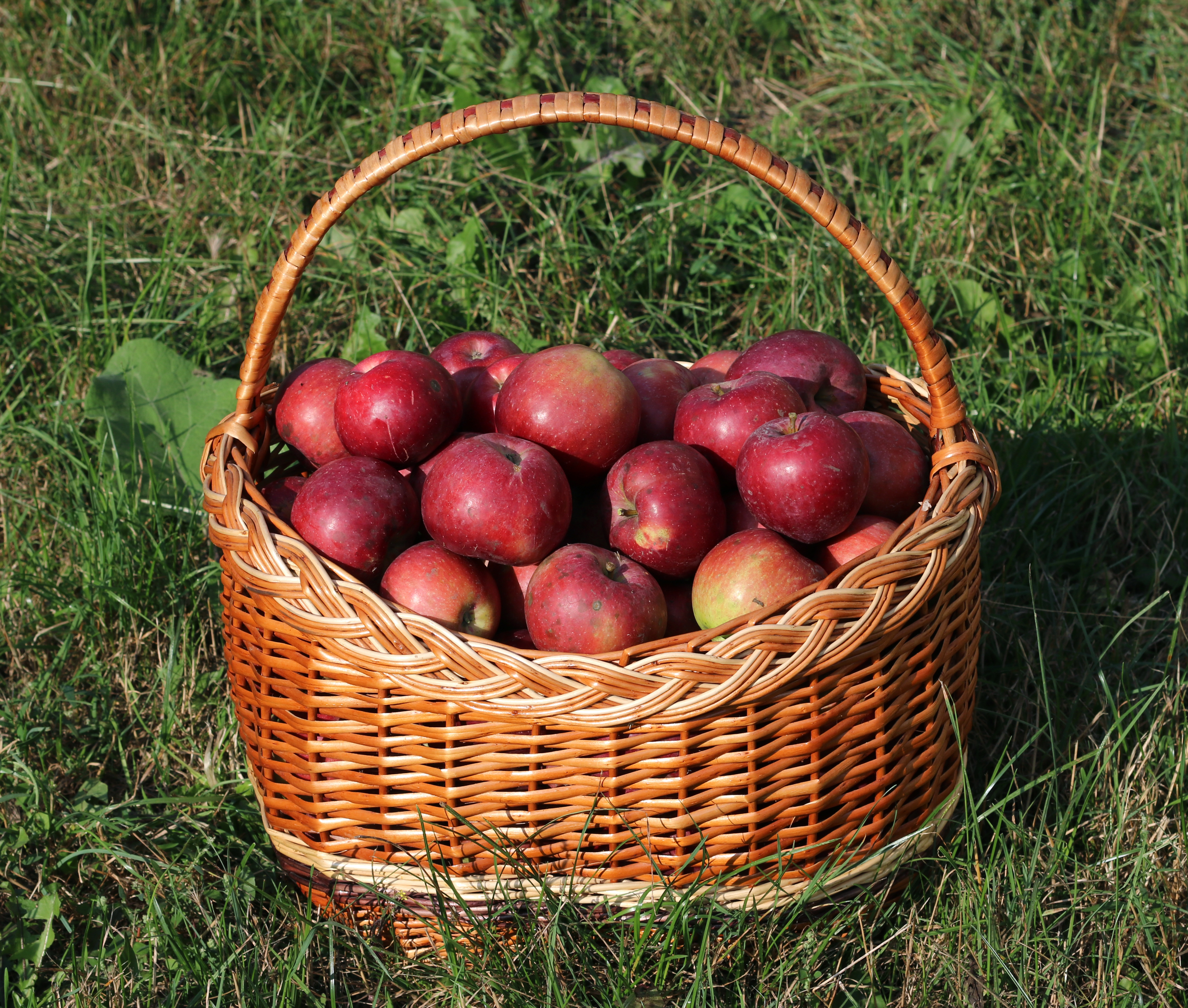
斯巴達蘋果
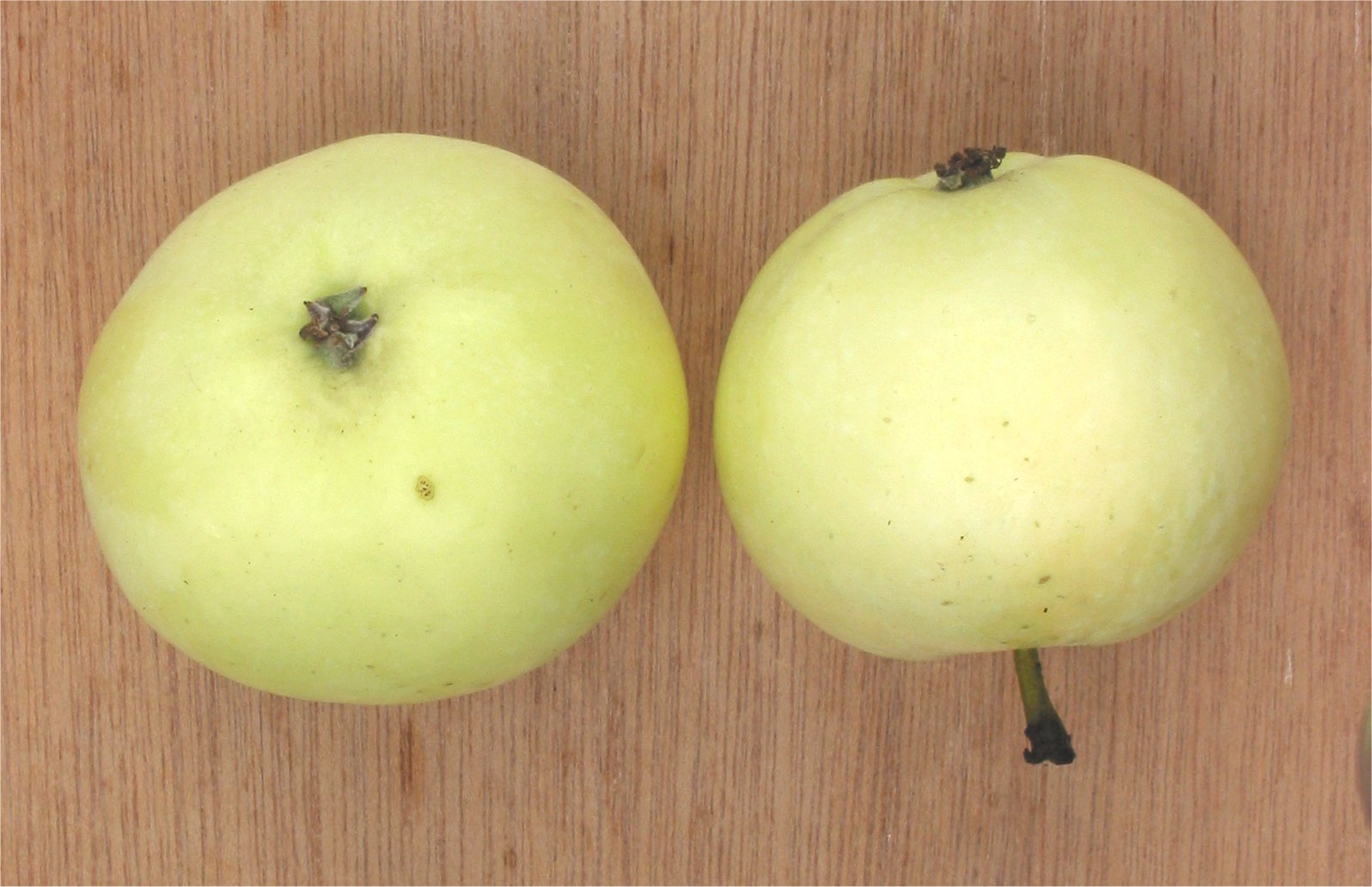
黄魁苹果
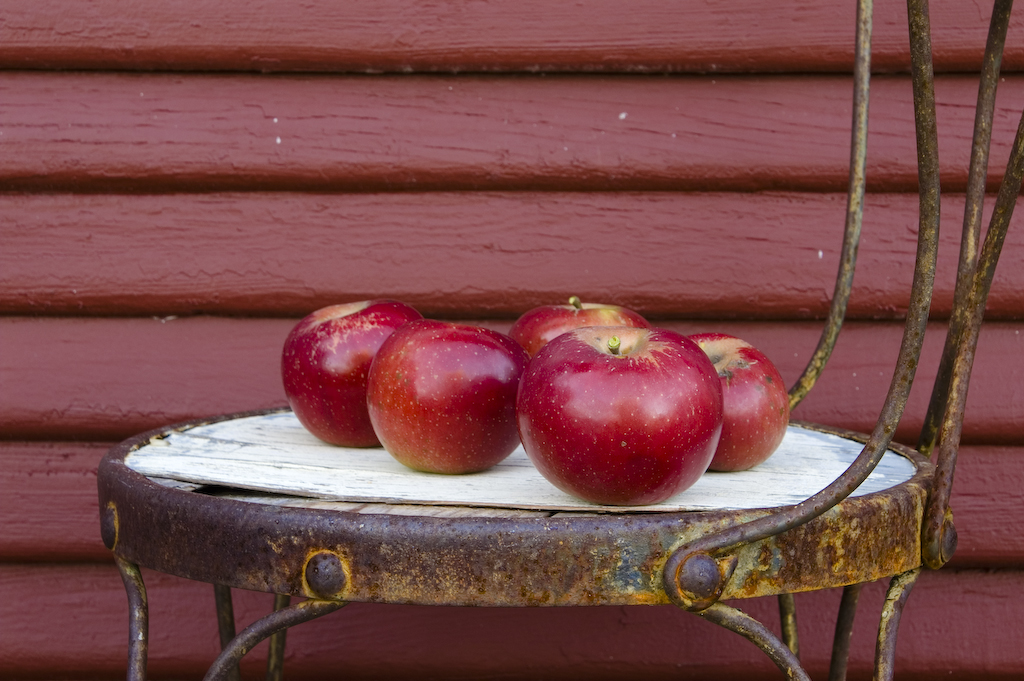
阿肯色黑苹果
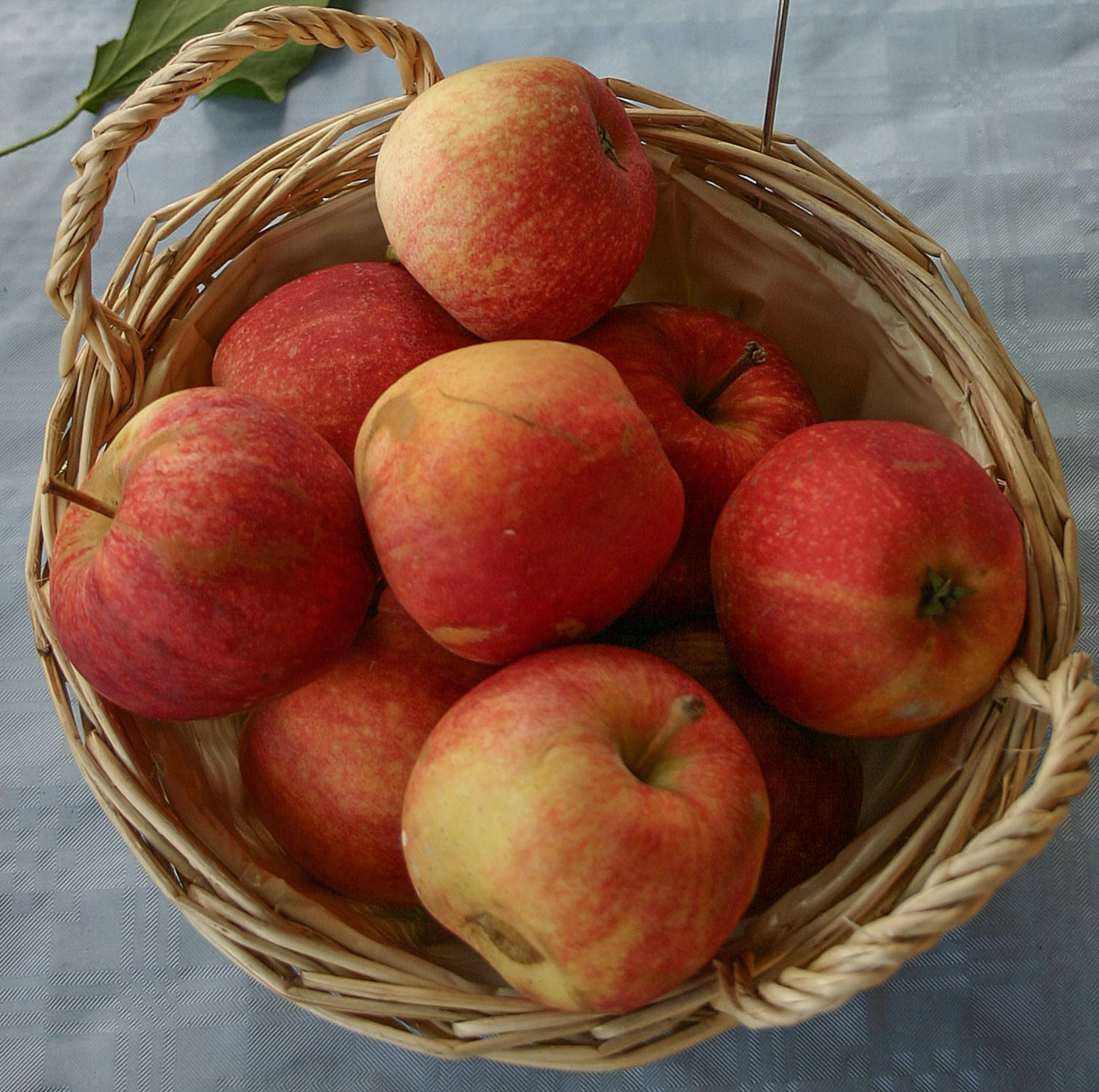
加拉蘋果

- 富士苹果是由五爪蘋果与国光苹果两个变种杂交培育而成。
- 加拉蘋果（Gala）是一種無性繁殖的蘋果品種，風味溫和甜美，是美國產量最高的蘋果品種。

## 延伸閱讀
[在维基数据编辑]
 《欽定古今圖書集成·博物彙編·草木典·柰部》，出自陈梦雷《古今圖書集成》